# Sincera (singolo)
Sincera è un singolo del rapper italiano Fred De Palma, pubblicato il 6 novembre 2018.

## Tracce
Download digitale
1. Sincera – 3:31

## Classifiche
| Classifica (2018) | Posizione massima |
| ----------------- | ----------------- |
| Italia            | 70                |